# بودره
بودره (به لهستانی:  Budry) یک روستا در لهستان است که در گمینا بودره واقع شده‌است. بودره ۴۲۰ نفر جمعیت دارد.